# 내 엉덩이를 핥아줘
《내 엉덩이를 핥아줘》(독일어: Leck mich im Arsch 레크 미히 임 아르슈[*], K. 231)는 볼프강 아마데우스 모차르트가 작곡한 내림 나 장조의 카논으로, 1782년에 빈에서 작곡한 것으로 추정된다. 독일어 가사가 붙어있으며, 6성부의 돌림노래 형식이다. 친구들과 함께 파티에서 부를 목적으로 작곡한 것으로 보인다.
이 곡의 분변학적 가사와 제목은 모차르트가 투렛 증후군 환자였다는 증거로 종종 제기되곤 하지만, 전문가들 사이에서 널리 받아들여지는 의견은 아니다.